# 布伊梅爾
50°32′7″N 34°46′14″E / 50.53528°N 34.77056°E
布伊梅爾（烏克蘭語：Буймер）是位於烏克蘭東北部的村莊，由蘇梅州奥赫蒂尔卡区的特羅斯佳內茨市鎮負責管轄。該村處於比拉河畔，距離新謝利夫卡1.5公里，始建於1740年，海拔高度148米，2001年人口469。